# Championnat du monde de hockey sur glace 1978
Navigation
Autriche 1977 URSS 1979
Le 45e championnat du monde de hockey sur glace et par la même occasion le 56e championnat d’Europe eu lieu en Tchécoslovaquie, Yougoslavie et Espagne.

## Mondial A
Le mondial A a été disputé du 26 avril au 14 mai 1978 à Prague en Tchécoslovaquie.
|        | Équipe               | PJ | V | N | D | BP | BC | Pts |
| ------ | -------------------- | -- | - | - | - | -- | -- | --- |
| Or     | Union soviétique     | 10 | 9 | 1 | 0 | 61 | 26 | 18  |
| Argent | Tchécoslovaquie      | 10 | 9 | 1 | 0 | 54 | 21 | 18  |
| Bronze | Canada               | 10 | 5 | 5 | 0 | 38 | 36 | 10  |
| 4      | Suède                | 10 | 4 | 6 | 0 | 39 | 37 | 8   |
| 5      | Allemagne de l'Ouest | 10 | 3 | 4 | 3 | 35 | 43 | 9   |
| 6      | États-Unis           | 10 | 2 | 6 | 2 | 38 | 58 | 6   |
| 7      | Finlande             | 10 | 2 | 6 | 2 | 37 | 44 | 6   |
| 8      | Allemagne de l'Est   | 10 | 1 | 6 | 3 | 20 | 57 | 5   |

L'Allemagne de l'Est rejoint le Mondial B pour le championnat de 1979.

### Médaillés
| Champions du monde Union soviétique | Vladislav Tretiak, Aleksandr Pachkov, Vladimir Loutchenko, Viatcheslav Fetissov, Valeri Vassiliev, Vassili Pervoukhine, Guennadi Tsygankov, Zinetoula Bilialetdinov, Iouri Fiodorov, Boris Mikhaïlov, Vladimir Petrov, Valeri Kharlamov, Aleksandr Maltsev, Vladimir Golikov, Aleksandr Golikov, Helmuts Balderis, Viktor Jlouktov, Sergueï Kapoustine, Iouri Lebedev, Sergueï Mikhaïlovitch Makarov Entraîneurs : Viktor Tikhonov, Vladimir Iourzinov |
| Argent Tchécoslovaquie              | Jiří Holeček, Jiří Crha; Jiří Bubla, Milan Kajkl, Oldřich Machač, Miroslav Dvořák, František Kaberle, Jan Zajíček, Milan Chalupa; Vladimír Martinec, Jiří Novák, Bohuslav Ebermann, Pavel Richter, Ivan Hlinka, Jaroslav Pouzar, Marián Šťastný, Peter Šťastný, Milan Nový, Josef Augusta, František Černík Entraîneurs : Karel Gut, Ján Starší. |
| Bronze Canada                       | Daniel Bouchard, Denis Herron; David Shand, Pat Ribble, Brad Maxwell, Robert Picard, Rick Hampton, Dennis Kearns; Robert McMillan, Garry Unger, Mike Murphy, Jean Pronovost, Marcel Dionne, Pat Hickey, Wilf Paiement, Glen Sharpley, Don Lever, Thomas Lysiak, Guy Charron, Danis Maruk; Entraîneurs : Harry Howell, Marshall Johnston |

## Mondial B
Disputé du 17 au 26 mars 1978 à Belgrade, Yougoslavie
|    | Équipe      | PJ | V | N | D | BP | BC | Pts |
| -- | ----------- | -- | - | - | - | -- | -- | --- |
| 9  | Pologne     | 7  | 6 | 0 | 1 | 51 | 19 | 13  |
| 10 | Japon       | 7  | 5 | 1 | 1 | 42 | 32 | 11  |
| 11 | Suisse      | 7  | 4 | 2 | 1 | 42 | 32 | 9   |
| 12 | Roumanie    | 7  | 3 | 3 | 1 | 41 | 29 | 7   |
| 13 | Hongrie     | 7  | 3 | 4 | 0 | 21 | 36 | 6   |
| 14 | Norvège     | 7  | 2 | 4 | 1 | 29 | 34 | 5   |
| 15 | Italie      | 7  | 1 | 5 | 1 | 32 | 41 | 3   |
| 16 | Yougoslavie | 7  | 1 | 6 | 0 | 14 | 48 | 2   |

La Pologne rejoint le Mondial A pour le championnat de 1979. L'Italie et la Yougoslavie sont relégués dans le Mondial C.

## Mondial C
Disputé du 10 au 19 mars 1978 à Las Palmas, Espagne.
|    | Équipe   | PJ | V | N | D | BP | BC  | Pts |
| -- | -------- | -- | - | - | - | -- | --- | --- |
| 19 | Pays-Bas | 7  | 6 | 0 | 1 | 74 | 17  | 13  |
| 20 | Autriche | 7  | 5 | 1 | 1 | 65 | 31  | 11  |
| 21 | Danemark | 7  | 4 | 2 | 1 | 59 | 25  | 9   |
| 22 | Chine    | 7  | 4 | 3 | 0 | 47 | 30  | 8   |
| 23 | Bulgarie | 7  | 3 | 3 | 1 | 27 | 30  | 7   |
| 24 | France   | 7  | 3 | 4 | 0 | 46 | 39  | 6   |
| 25 | Espagne  | 7  | 1 | 6 | 0 | 26 | 84  | 2   |
| 26 | Belgique | 7  | 0 | 7 | 0 | 13 | 101 | 0   |

Les Pays-Bas, l'Autriche, le Danemark et la Chine rejoignent le Mondial B pour le championnat de 1979.